# Минимальная поверхность
Минимальная поверхность — гладкая поверхность с нулевой средней кривизной.
Название объясняется тем, что гладкая поверхность с заданным контуром, минимизирующая площадь, является минимальной.
Однако не всякая минимальная поверхность минимизирует площадь среди поверхностей с заданным контуром.

## Примеры
- Геликоид
- Катеноид
- Поверхность Шерка
- Поверхность Эннепера
- Поверхность Чена — Гакстаттера

## Свойства
- Асимптотические линии на минимальной поверхности образуют изотермическую сеть.
- Вообще говоря, минимальная поверхность с краем может не иметь минимальной площади среди всех поверхностей с данным контуром. Но любая точка минимальной поверхности содержится в диске, минимизирующем площадь при данном контуре.
  - Более того, если компактная минимальная поверхность является графиком {\displaystyle z=f(x,y)} гладкой функции, определённой на выпуклой области в {\displaystyle (x,y)}-плоскости, то она минимизирует площадь среди всех поверхностей с данной границей.[1]
- Формула монотонности

## История
Первые исследования минимальных поверхностей восходят к Лагранжу (1768), который рассмотрел следующую вариационную задачу: найти поверхность наименьшей площади, натянутую на данный контур. Предполагая искомую поверхность, задаваемую в виде {\displaystyle z=f(x,y)}, Лагранж определил, что эта функция должна удовлетворять уравнению Эйлера — Лагранжа.
Позже Монж (1776) обнаружил, что условие минимальности площади поверхности влечёт, что её средняя кривизна равна нулю.
Поэтому за поверхностями с {\displaystyle H=0} закрепилось название «минимальные».
В действительности, однако, нужно различать понятия минимальной поверхности и поверхности наименьшей площади, так как условие {\displaystyle H=0} представляет собой лишь необходимое условие минимальности площади, вытекающее из равенства нулю 1-й вариации площади поверхности среди всех поверхностей с заданной границей.